# Justicia transicional
La justicia transicional se refiere al conjunto de medidas judiciales y políticas utilizadas como reparación por las violaciones masivas de derechos humanos. De esta forma, se busca confrontar los abusos a los derechos humanos de sociedades fracturadas como componente estratégico de una política de transformación para la restauración de la justicia, la reconciliación y el mantenimiento de la paz.
La justicia transicional se refiere a aquellos procesos de transición de una dictadura a una democracia o de un conflicto armado a la paz, en los que es necesario equilibrar las exigencias jurídicas (garantía de los derechos de las víctimas a la verdad, justicia, reparación y garantía de no repetición) y las exigencias políticas (la necesidad de paz) que requieren dichas transiciones.
Los procesos de justicia transicional se caracterizan por una combinación de estrategias judiciales y no judiciales, tales como la persecución de criminales, la creación de comisiones llamadas de la verdad y otras formas de investigación del pasado violento, la reparación a las víctimas de los daños causados, la preservación de la memoria de las víctimas y la reforma de instituciones tales como las dedicadas al servicio secreto, la policía y el ejército, con el firme propósito de prevenir futuras violaciones o abusos. 
Este enfoque surgió a finales de los años 80 y principios de los 90, principalmente como respuesta a cambios políticos y demandas de justicia en América Latina y en Europa oriental.

## Origen
"Una rama de la justicia que enuncia un enfoque diferente al contravencional, asumido por las sociedades para hacer frente al legado de violaciones generalizadas y sistemáticas de los derechos humanos. Este proceso tiene efecto mientras se lleva a cabo el tránsito de un período de conflicto violento u opresión hacia la paz, la democracia, el Estado de derecho y el respeto de los derechos individuales y colectivos."

El origen del término se remonta al período de Postguerra de la Segunda Guerra Mundial (1945-1947) con la creación del Tribunal Militar Internacional de Núremberg y los juicios de los soldados japoneses, concepto que ganó fuerza y coherencia en la década de 1980 y en adelante, comenzando con los juicios de exmiembros de las juntas militares en Grecia (1975) y Argentina (Juicio a las Juntas, 1983). El enfoque de la justicia de transición en los años 1970 y 1980 fue en la justicia penal con énfasis en la promoción de los derechos humanos y el derecho humanitario. Estos sucesos provocaron el aumento progresivo de  defensa de los derechos humanos que culminaron en el establecimiento de convenciones internacionales.
Aunque probablemente sus orígenes se remonten a épocas muy distantes, como en Atenas, después de la derrota con Esparta en el 404 a. C. y su posterior restauración democrática en el 403 a. C..
Para la Organización de las Naciones Unidas (ONU), se señala que por programa de justicia restaurativa se entiende "todo programa que utilice procesos restaurativos e intente lograr resultados restaurativos". Por proceso restaurativo, "se entiende todo proceso en que la víctima, el delincuente y, cuando proceda, cualesquiera otras personas o miembros de la comunidad afectados por un delito, participen conjuntamente de forma activa en la resolución de cuestiones derivadas del delito, por lo general con la ayuda de un facilitador".
A finales de 1980 y principios de 1990 se produjo un giro en el enfoque de la justicia transicional alimentado por la ola mundial de democratización, surgiendo como un nuevo campo de estudio de la democratización. La justicia transicional amplió su ámbito de aplicación del estrecho campo del derecho a las consideraciones políticas de desarrollo de instituciones democráticas estables y la renovación de la sociedad civil. Los estudios realizados por expertos sobre la transición de regímenes autoritarios a los democráticos, incluidas las de Samuel Huntington, O'Donnell y Schimiter, han integrado el marco de justicia transicional en el examen de los procesos políticos inherentes a un cambio democrático. Los desafíos de la democratización en los períodos de transición son muchos: la solución de las cuentas del pasado sin descarrilar el progreso democrático, el desarrollo judicial o movimientos capaces de resolver los conflictos, la reparaciones de daños, e incluso el desarrollo de programas educativos para la conservación de la memoria histórica de una nación.

## Comisiones de la Verdad
Una de las mayores innovaciones en particular es la aparición de las comisiones de verdad. Empezando con Argentina en 1983, Chile en 1990, y el más popular, Sudáfrica, en 1995. Las comisiones de la verdad se han convertido en un símbolo de la justicia transicional, que aparece en las sociedades de transición en América Latina, África, Asia y Europa del Este. En los últimos años se han visto las propuestas de comisiones de verdad y reconciliación en las zonas de conflicto del Medio Oriente y es probable que estas instituciones de justicia transicional que algún día tendrá un lugar central en Israel y en Palestina, Irak, Líbano y las regiones kurdas.
Asimismo, las guerras en los Balcanes y Ruanda, junto a la posterior creación de los tribunales internacionales para tratar las distintas violaciones masivas de los derechos humanos ocurridos, promovieron la incorporación del Derecho Internacional al campo de la Justicia Transicional. En dicho campo, los diferentes procesos de paz surgidos durante los noventa han encontrado herramientas esenciales las cuales sirvieron para la construcción y el mantenimiento de la paz.

## La justicia transicional en la Unión Europea
La Unión Europea (UE) establece el marco de Justicia Transicional en una variedad de fuentes y documentos de tipo jurídico. Sin embargo, la mayoría de las referencias puede encontrarse en declaraciones, informes o documentos de consenso.

### Artículo 177.2
Dice que la política europea cooperará en el desarrollo y consolidación de la democracia y el Estado de Derecho, así mismo como también de los derechos humanos y libertades fundamentales.
En el Reglamento 1989/2006 del Parlamento Europeo y del Consejo de 20 de diciembre de 2006, se establece la justicia transicional como una de las líneas a financiar. En ellos se habla de un instrumento financiero para la promoción de la democracia y los derechos humanos en el mundo y, además, se establece un Instrumento de Estabilidad.
Se establecía que el Instrumento de Estabilidad fomentaría y consolidaría la Corte Penal Internacional, a los tribunales nacionales, comisiones de la verdad y organismos encargados de las denuncias contra los derechos humanos.